# Adrie Voorting
Adrianus ("Adri" ou "Adrie") Voorting (15 de fevereiro de 1931 — 1 de agosto de 1961) foi um ciclista holandês, que representou o seu país natal nos Jogos Olímpicos de 1952 em Helsinque, Finlândia. Lá, Voorting foi eliminado nas quartas de final na perseguição por equipes de 4 km, juntamente com Jan Plantaz, Daan de Groot e Jules Maenen. Na prova de estrada (individual), Voorting terminou em 49º lugar.
Adrie Voorting faleceu poucos dias após um acidente de trânsito, aos 30 anos de idade. Seu irmão mais velho, Gerrit, também foi um ciclista olímpico.